# Джуліан Ле Фей
Джуліан Ле Фей (дан. Julian Le Fay, при народженні Бенні Єнсен; 30 жовтня 1965 — 22 липня 2025) — данський геймдизайнер, програміст і музикант. Знаний за роботу над іграми «The Elder Scrolls: Arena», «The Elder Scrolls II: Daggerfall» й «An Elder Scrolls Legend: Battlespire», завдяки яким отримав прізвисько «батько „The Elder Scrolls“».

## Біографія
Народився 30 жовтня 1965 року в Данії, ім'я при народженні — Бенні Єнсен. До роботи в ігровій індустрії був учасником данської електропоп гурту «Russia Heat»:14:10.
На початку кар'єри брав участь у проєктах для PC, Amiga та NES як програміст і композитор. Він, зокрема, написав саундтрек для «Sword of Sodan» (1988) і «Where’s Waldo?» (1991).
1987 року приєднався до компанії Bethesda Softworks невдовзі після її заснування, за роботу в якій згодом отримав прізвисько «батько „The Elder Scrolls“». Як провідний інженер керував розробкою низки ранніх ігор студії, зокрема «The Terminator 2029», «Arena», «Daggerfall» і «Battlespire». Джуліанос, бог зі світу The Elder Scrolls, був названий на його честь. 1998 року залишив Bethesda, що не завадило йому взяти участь у розробці «The Elder Scrolls III: Morrowind» як працівник за контрактом. Також недовго пропрацював у Sega, де, зокрема, взяв участь у розробці «Skullgirls»:3:05:30.
Після відходу з ігрової індустрії працював у Blockbuster віцепрезидентом з досліджень і розробок, беручи участь у розробці пошукового рушія і синтаксичного аналізатора природних мов. У період роботи в компанії вивчив давньогрецьку мову і розробив аналізатор для цієї мови:2:26:10. У січні 2021 року став технологічним директором Licorice, в якій відповідав за налагодження серверів і технічної інфраструктури компанії.

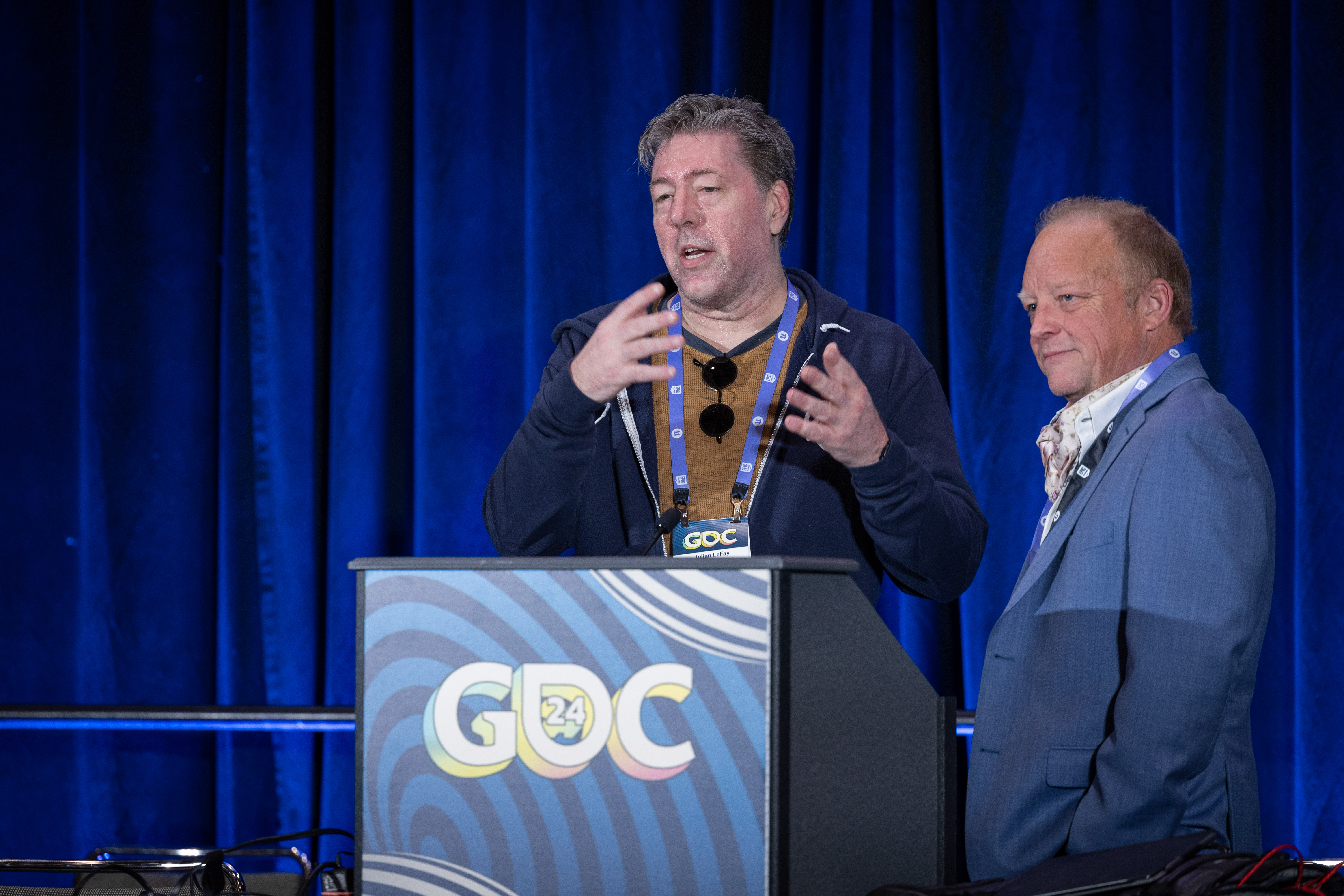
Джуліан і на Game Developers Conference 2024 року

2019 року разом з колишніми працівниками Bethesda Тедом Петерсоном і Віджеєм Лакшманом, заснував незалежну ігрову студію OnceLost Games й анонсував розробку рольової комп'ютерної гри у відкритому світі «The Wayward Realms», яку позиціювали як духовну спадкоємицю «Daggerfall». Великі видавці пропонували до 8 млн доларів для фінансування розробки, проте студія відмовилася, вважаючи, що створення задуманої гри потребує щонайменше 12 млн доларів. Публіці «The Wayward Realms» вперше представили 2021 року. 30 травня 2024 року започаткували кампанію на Kickstarter з метою залучити 500 000 доларів на перший рік розробки, з планом створити ранній білд гри і використовувати його для подальшого пошуку видавця. Кампанія завершилася успіхом.
17 липня 2025 року OnceLost Games оголосила про те, що Ле Фей залишив компанію через хворобу — йому діагностували рак четвертого ступеня. Помер 22 липня 2025 року.

## Ігри
| Рік  | Гра                                  | Роль(і)                                | Джерело |
| ---- | ------------------------------------ | -------------------------------------- | ------- |
| 1988 | Sword of Sodan                       | композитор                             | [ 8 ]   |
| 1988 | Wayne Gretzky Hockey                 | геймдизайнер, програміст, композитор   | [ 25 ]  |
| 1989 | Dragon's Lair                        | програміст (DOS)                       | [ 25 ]  |
| 1991 | Where’s Waldo?                       | композитор                             | [ 9 ]   |
| 1991 | The Terminator                       | геймдизайнер                           | [ 26 ]  |
| 1992 | The Terminator 2029                  | провідний програміст                   | [ 27 ]  |
| 1994 | The Elder Scrolls: Arena             | провідний програміст                   | [ 22 ]  |
| 1996 | The Elder Scrolls II: Daggerfall     | керівник проєкту, провідний програміст | [ 28 ]  |
| 1997 | An Elder Scrolls Legend: Battlespire | керівник проєкту, геймдизайнер         | [ 29 ]  |
| TBA  | The Wayward Realms                   | технічний продюсер                     | [ 10 ]  |